# Gyroprora
Gyroprora là một chi bướm đêm thuộc họ Noctuidae.